# Har Oren
Har Oren (hebreiska: הר ארן) är en kulle i Israel.   Den ligger i distriktet Haifa, i den norra delen av landet. Toppen på Har Oren är 160 meter över havet. Har Oren ingår i Karmelberget.
Terrängen runt Har Oren är kuperad österut, men västerut är den platt. Havet är nära Har Oren västerut. Runt Har Oren är det mycket tätbefolkat, med 1 018 invånare per kvadratkilometer. Närmaste större samhälle är Haifa, 10,6 km norr om Har Oren. Omgivningarna runt Har Oren är en mosaik av jordbruksmark och naturlig växtlighet.